# Stephen Rosenbaum

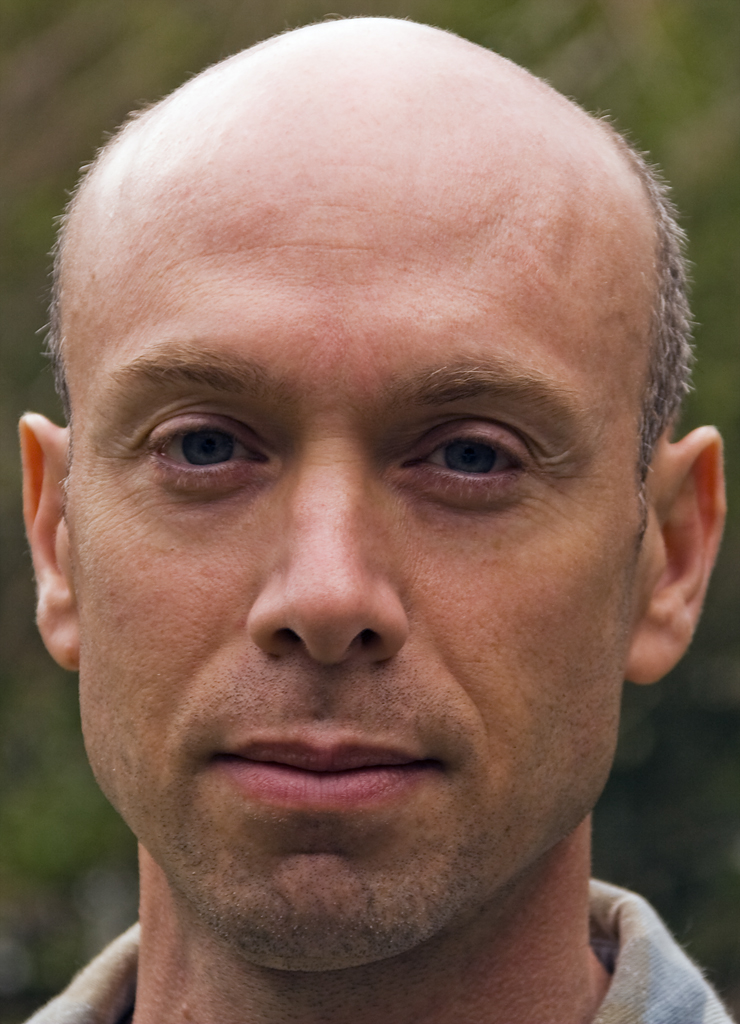
Stephen Rosenbaum (2010)

Stephen Rosenbaum (* 26. Oktober 1965 in Tacoma, Washington) ist ein US-amerikanischer Spezialist für Visuelle Effekte und zweifacher Oscarpreisträger.

## Leben
Rosenbaum arbeitete zunächst als Computergrafiker für verschiedene Hollywood-Filme, darunter technisch anspruchsvolle wie Zurück in die Zukunft II, Terminator 2 oder Jurassic Park. Für seine Arbeit an dem Film Forrest Gump mit Tom Hanks als Hauptdarsteller aus dem Jahr 1994 gewann er bei der Oscarverleihung 1995 gemeinsam mit Ken Ralston, George Murphy und Allen Hall einen Oscar und einen BAFTA Award für die besten Spezialeffekte.
Rosenbaums erster Film in der Abteilung Visuelle Effekte war 1996 die Komödie Michael mit John Travolta in der Hauptrolle. Für Contact gewann er 1998 einen International Monitor Award und war für einen Saturn Award für die besten Spezialeffekte nominiert. Auch für X-Men 2 erhielt er 2004 eine Saturn-Award-Nominierung.
In James Camerons 3D-Blockbuster Avatar – Aufbruch nach Pandora gewann er 2010 zusammen mit Joe Letteri, Richard Baneham und Andy Jones seinen zweiten Oscar und einen weiteren BAFTA Award für die besten visuellen Effekte.
Auch die Filme Abyss, Terminator 2, Der Tod steht ihr gut und Jurassic Park, bei denen er Mitarbeiter der Computergrafik-Abteilung war und Der Sturm von Wolfgang Petersen, bei dem er als Additional Visual Effects Supervisor arbeitete, gewannen Oscars für die Besten visuellen Effekte.

## Filmografie
- 1989: Abyss – Abgrund des Todes (The Abyss)
- 1989: Zurück in die Zukunft II (Back to the Future Part II)
- 1990: Jagd auf Roter Oktober (The Hunt for Red October)
- 1990: Stirb langsam 2 (Die Hard 2: Die Harder)
- 1991: Terminator 2 – Tag der Abrechnung (Terminator 2: Judgment Day)
- 1992: Jagd auf einen Unsichtbaren (Memoirs of an Invisible Man)
- 1992: Der Tod steht ihr gut (Death Becomes Her)
- 1993: Jurassic Park
- 1994: Forrest Gump
- 1994: Enthüllung (Disclosure)
- 1995: Der Indianer im Küchenschrank (The Indian in the Cupboard)
- 1996: Michael
- 1997: Contact
- 1997: Postman (The Postman)
- 1999: Schnee, der auf Zedern fällt (Snow Falling on Cedars)
- 2000: Der Sturm (The Perfect Storm)
- 2002: Jede Menge Ärger (Big Trouble)
- 2003: X-Men 2 (X2)
- 2004: Riddick: Chroniken eines Kriegers (The Chronicles of Riddick)
- 2004: I, Robot
- 2004: After the Sunset
- 2006: Shaggy Dog – Hör' mal, wer da bellt (The Shaggy Dog)
- 2007: Mein Freund, der Wasserdrache (The Water Horse: Legend of the Deep)
- 2009: Avatar – Aufbruch nach Pandora (Avatar)